# Jamesbrittenia aurantiaca
Jamesbrittenia aurantiaca är en flenörtsväxtart som först beskrevs av Burchell, och fick sitt nu gällande namn av O.M. Hilliard. Jamesbrittenia aurantiaca ingår i släktet Jamesbrittenia och familjen flenörtsväxter. Inga underarter finns listade i Catalogue of Life.